# 湯普森鎮區 (密歇根州)
湯普森鎮區（英語：Thompson Township）是位於美國密歇根州斯庫克拉夫特縣的一個行政鎮區。

## 地方資料
湯普森鎮區的面積為306.47平方千米，當中陸地面積為291.06平方千米，而水域面積為15.40平方千米。根據2020年美國人口普查的數據，當地共有人口808人，而人口密度為每平方千米2.64人。